# 伊万·屠格涅夫博物馆
48°51′59″N 2°08′51″E / 48.866462°N 2.147402°E

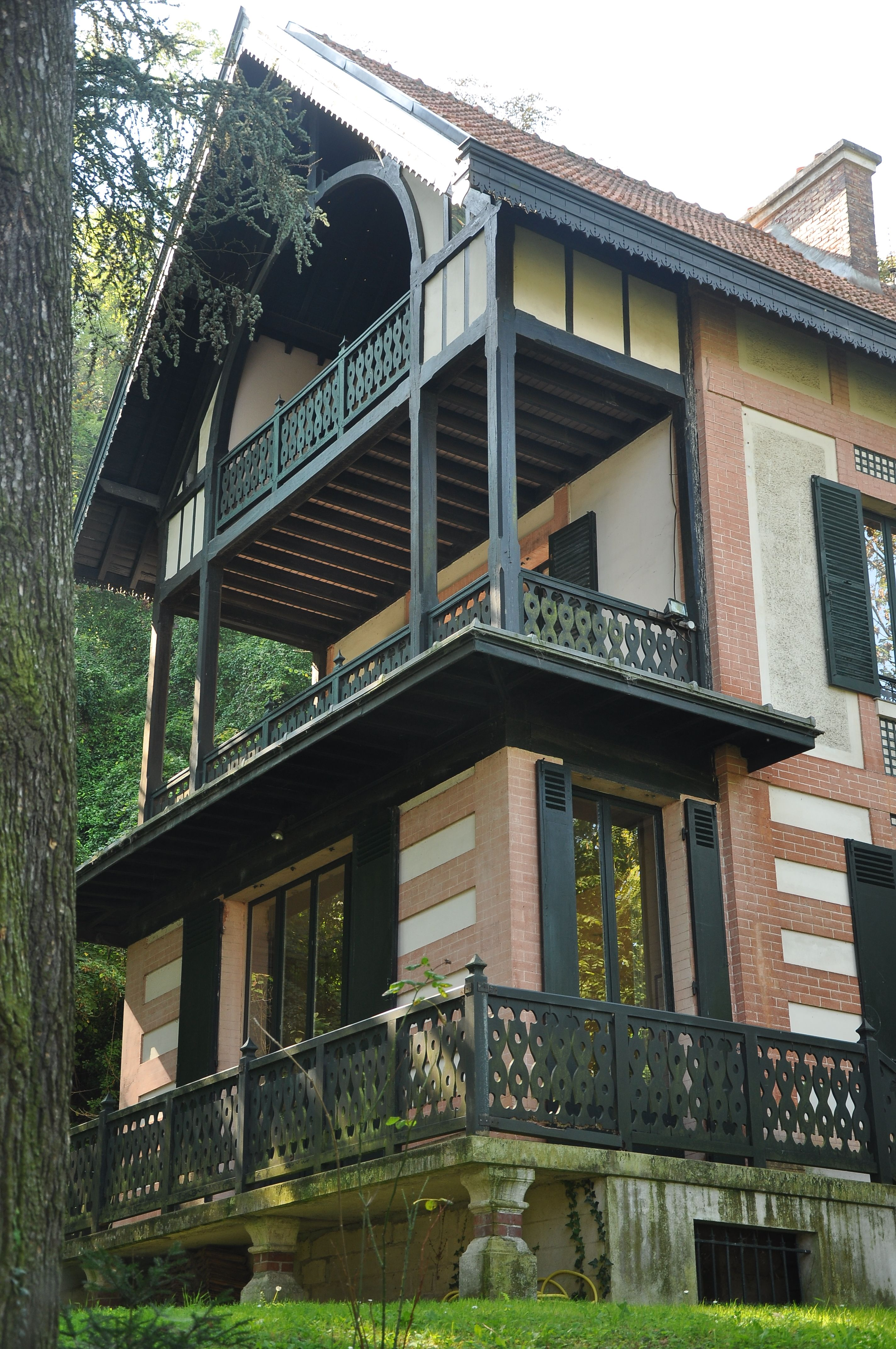
布吉瓦尔的伊万·屠格涅夫小屋

伊万·屠格涅夫博物馆（Musée Ivan-Tourgueniev）位于法国伊夫林省布吉瓦尔（Bougival）的屠格涅夫街16号。

## 历史
1870年末，伊万·谢尔盖耶维奇·屠格涅夫回到法国，在此建造一座达恰。从1875年起直到去世，每年的夏天和秋天都在此度过，1883年9月3日，作家因罹患脊髓癌症，在一楼的阳台小屋去世。
正是在这里，他完成了几部杰作，如长篇小说《处女地》和《散文诗》。1876年，他将古斯塔夫·福樓拜的《三故事》中的《圣朱利安传奇》（La légende de Saint Julien l’Hospitalier）译为俄文。
屠格涅夫在此接待他的许多作家朋友：埃米尔·左拉、阿尔封斯·都德、龚古尔兄弟、亨利·詹姆斯、俄国作家弗拉基米尔·索洛古布和米哈伊尔·叶夫格拉福维奇·萨尔蒂科夫-谢德林，画家瓦西里·韦雷希特查金、作曲家卡米尔·圣桑和 加布里埃尔·福莱。

## 博物馆
在达恰的底楼设有永久的展览，反映作家在俄国和法国的生活，以及波琳·维亚多特，曾是他四十年的情妇。还展示了屠格涅夫的德国钢琴，在1990年被列为历史古迹。
在一楼，屠格涅夫的两个房间，工作室和卧室已经修复，参照了波琳·维亚多特的女儿的回忆。